# Jinzhou (Dalian)

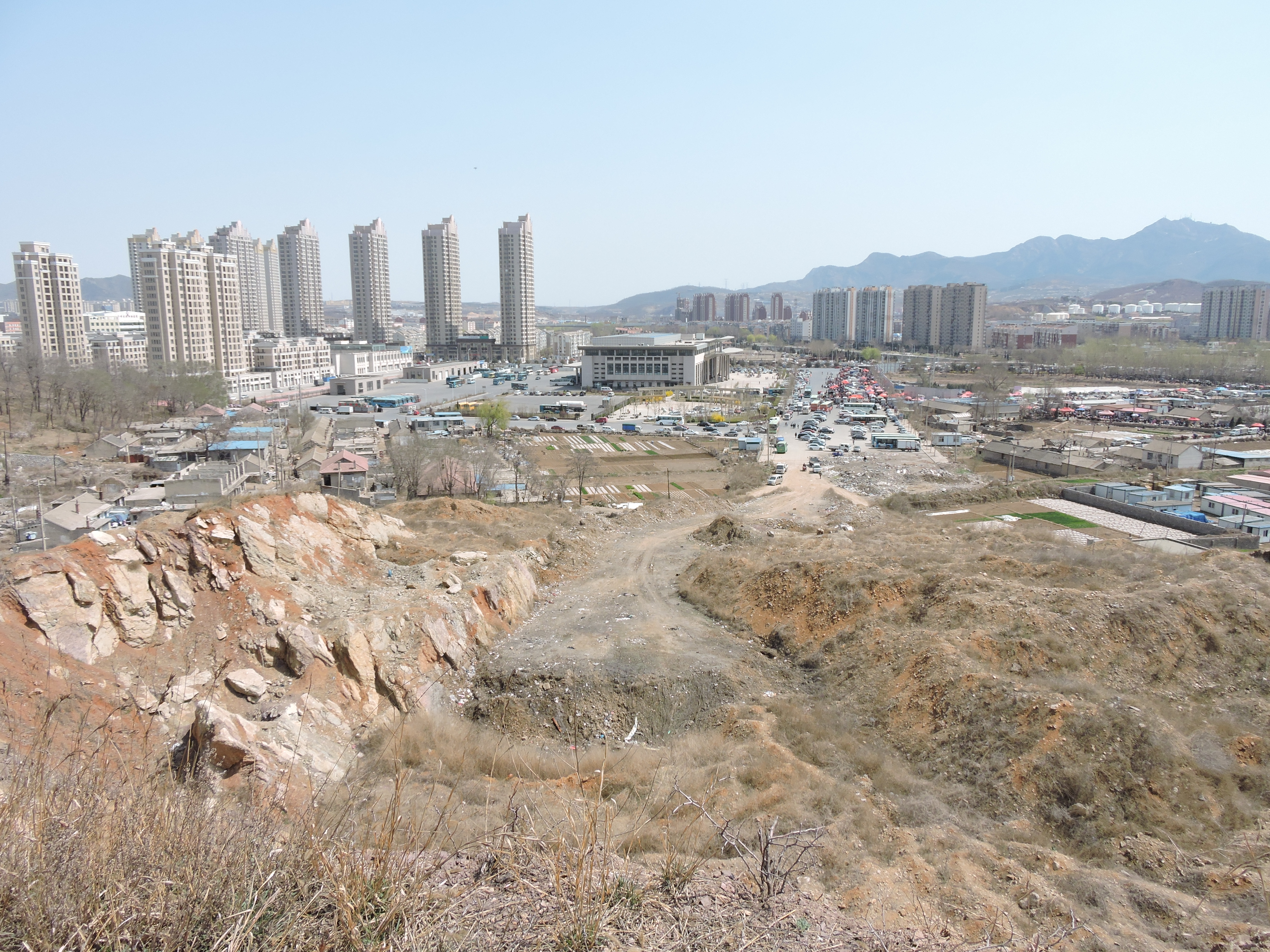
Landschaft mit Neubauten

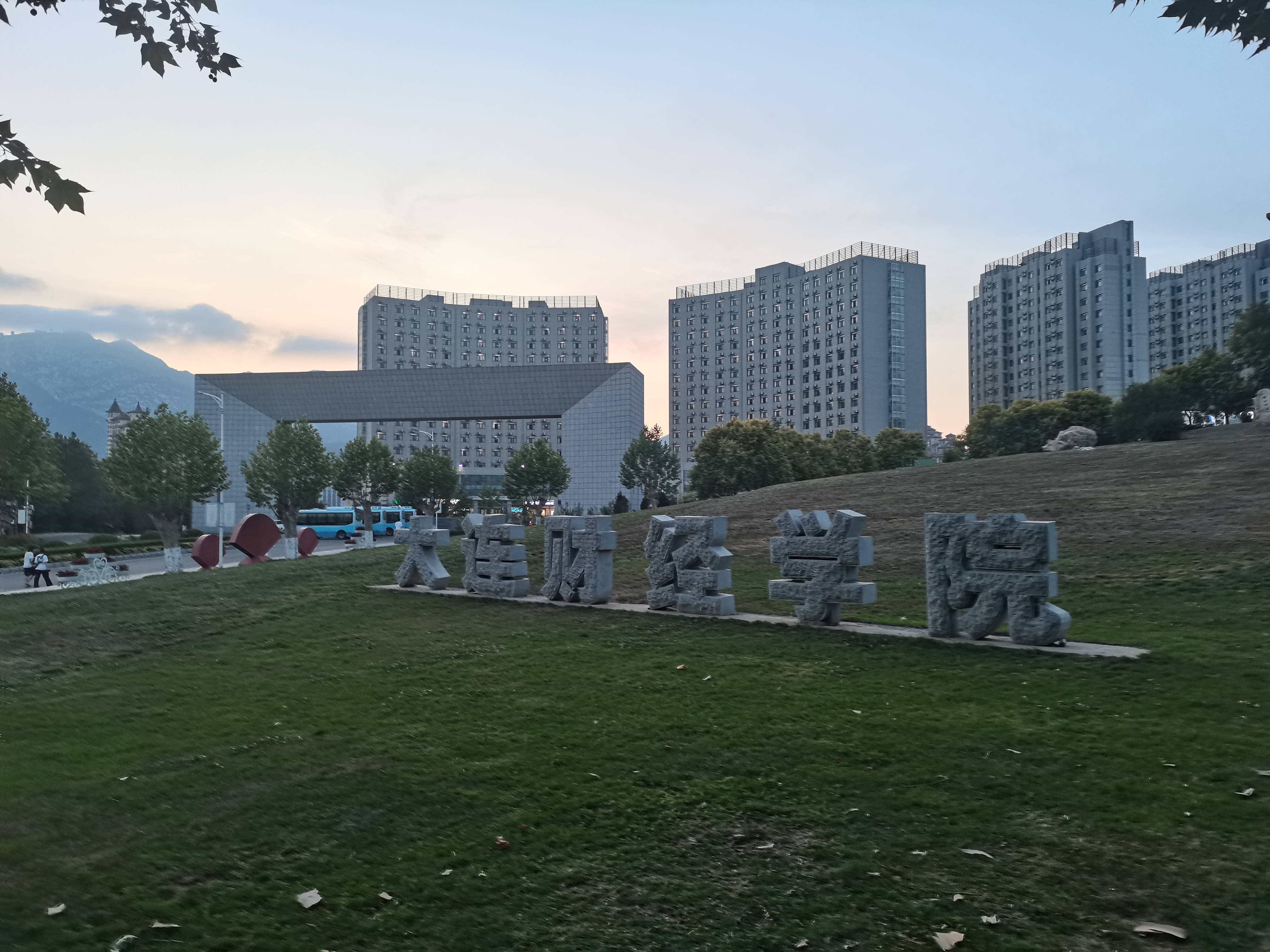
Wirtschaftsuniversität

Der Stadtbezirk Jinzhou (金州区,  Jīnzhōu Qū, übersetzt „Goldinsel“) ist ein Stadtbezirk der Unterprovinzstadt Dalian in der chinesischen Provinz Liaoning. Jinzhou hat eine Fläche von 1.954 km² und zählt 1.545.491 Einwohner (Stand: Zensus 2020), 791 pro km². Er ist der zweitsüdlichste der ausgedehnten Bezirke von Dalian. Von seiner Ostseite ragt eine Halbinsel ins Meer, auf der die drei Stadtbezirke mit der Kernstadt liegen: Shahekou 沙河口, Xigang 西岗 (mit Sitz der Stadtregierung) und Zhongshan 中山. Mit diesen sind die nördlichen Teile von Jinzhou durch die Dalian Metro verbunden. Der Bezirk Jinzhou ist in großem Maße Erschließungsgebiet. Er beherbergt die Wirtschaftsuniversität von Dalian.

## Administrative Gliederung
Auf Gemeindeebene setzt sich der Stadtbezirk aus elf Straßenvierteln, vier Großgemeinden und einer Gemeinde (der Mandschu) zusammen.
- Straßenviertel Yongzheng (拥政街道)
- Straßenviertel Youyi (友谊街道)
- Straßenviertel Guangming (光明街道)
- Straßenviertel Zhongchang (中长街道)
- Straßenviertel Zhanqian (站前街道)
- Straßenviertel Xianjin (先进街道)
- Straßenviertel Liangjiadian (亮甲店街道)
- Straßenviertel Shihe (石河街道)
- Straßenviertel Denshahe (登沙河街道)
- Straßenviertel Sanshilipu (三十里堡街道)
- Straßenviertel Ershilipu (二十里堡街道)
- Großgemeinde Huajiadun (华家屯镇)
- Großgemeinde Xingshutun (杏树屯镇)
- Großgemeinde Daweijia (大魏家镇)
- Großgemeinde Xiangying (向应镇)
- Mandschu-Gemeinde Qidingshan (七顶山满族乡)